# Jelle van Gorkom
Jelle van Gorkom (Doetinchem, 5 gennaio 1991) è un ciclista di BMX olandese.

## Palmarès

### Olimpiadi
- 1 medaglia:
  - 1 argento (Rio de Janeiro 2016 nel BMX)